# Tell Agrab

Tell Agrab que se encuentra al este de la antigua Eshnunna.

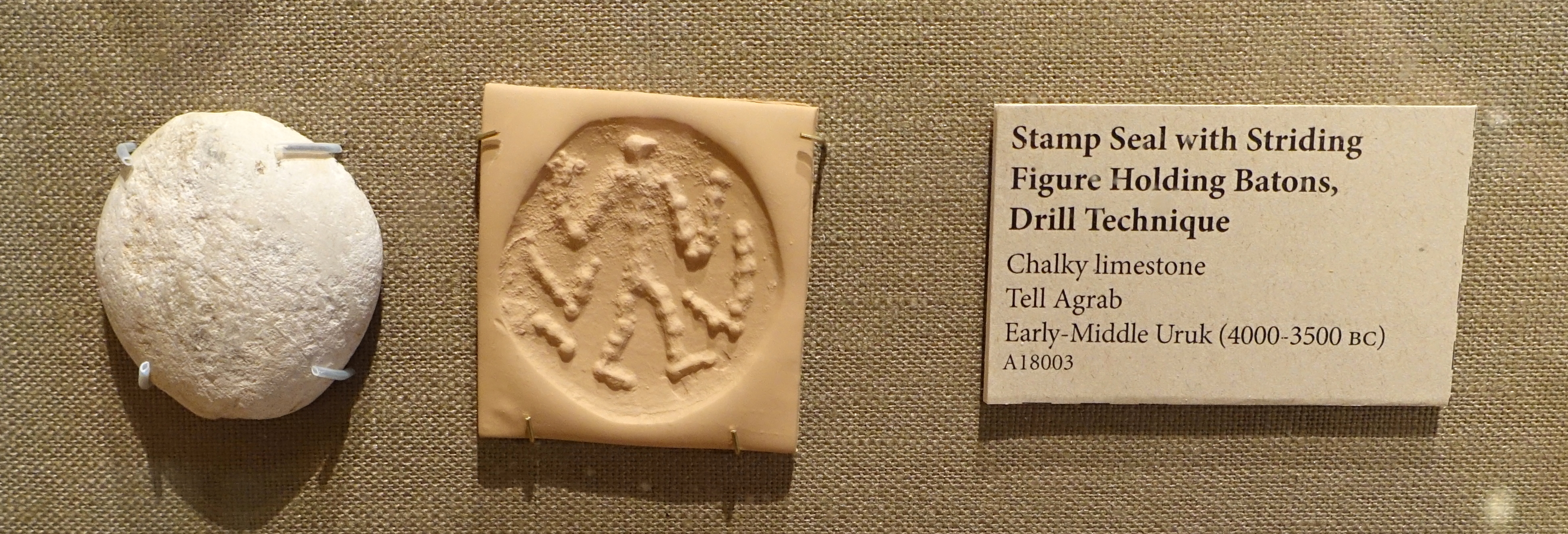
Sello con figura dando zancadas sosteniendo bastones, técnica de perforación, Tell Agrab. Instituto Oriental de Chicago, Universidad de Chicago.

## Historia
Tell Agrab fue ocupado durante los períodos de Yemdet Nasr y del Dinástico Arcaico hasta los períodos acadio y de Larsa. Fue durante el período Dinástico Arcaico que se construyeron monumentos, incluyendo el Templo de Shara. No hay pruebas de que fuera ocupado después del final del tercer milenio a. C.

## Arqueología
El sitio de Tell Agrab está rodeado por un rectángulo de 500 por 600 metros con una altura de alrededor de 12 metros . Aunque ya había sido objeto de excavaciones ilegales anteriormente, el sitio fue oficialmente excavado en 1936 y 1937 por un equipo del Instituto Oriental de Chicago que también trabajaba en Eshnunna, Tutub y Nerebtum durante ese tiempo.
La excavación fue dirigida por Seton Lloyd. El principal esfuerzo de excavación fue en el gran templo de la Dinastía Arcaica, dedicado a Shara según una inscripción en un cuenco. Solo se estudió el extremo occidental del templo de Shara, el resto estaba muy erosionado. El templo tenía unos 60 metros cuadrados y estaba rodeado por una pared de 6 metros de ancho con grandes contrafuertes de apoyo. La presencia de piedras de honda y un túnel de zapadores indicaban un ataque en la época de la Dinastía Arcaica. Aparte de varios alijos de tesoros y sellos cilíndricos encontrados, el hallazgo más notable fue un carro de cobre tirado por cuatro onagros, uno de los primeros ejemplos conocidos.

## Galería

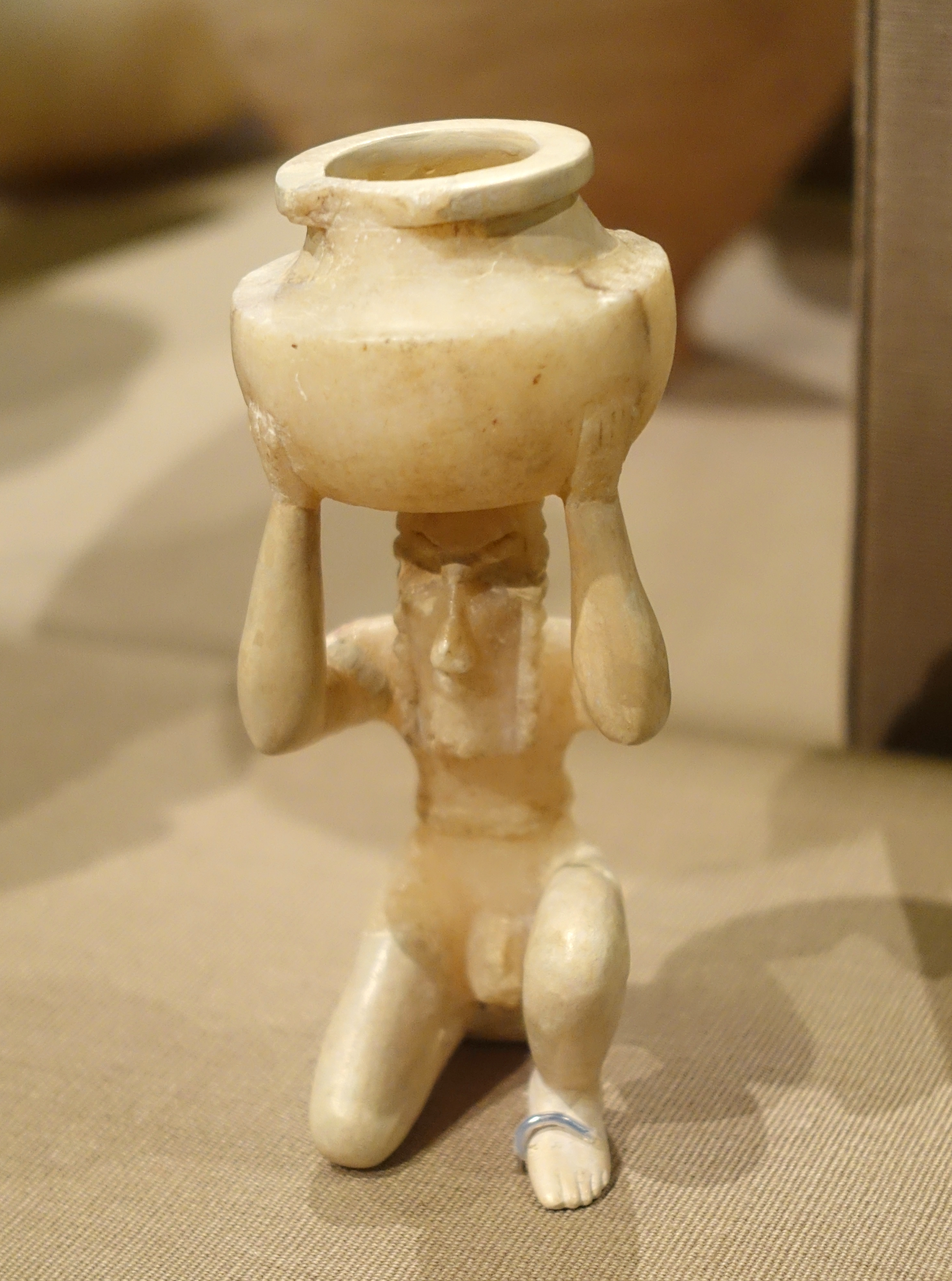
Hombre desnudo arrodillado sosteniendo un jarrón en la cabeza, Tell Agrab, en el templo de Shar, período Dinástico Arcaico, 2900-2700 a. C. Calcite - Instituto Oriental de Chicago, Universidad de Chicago.
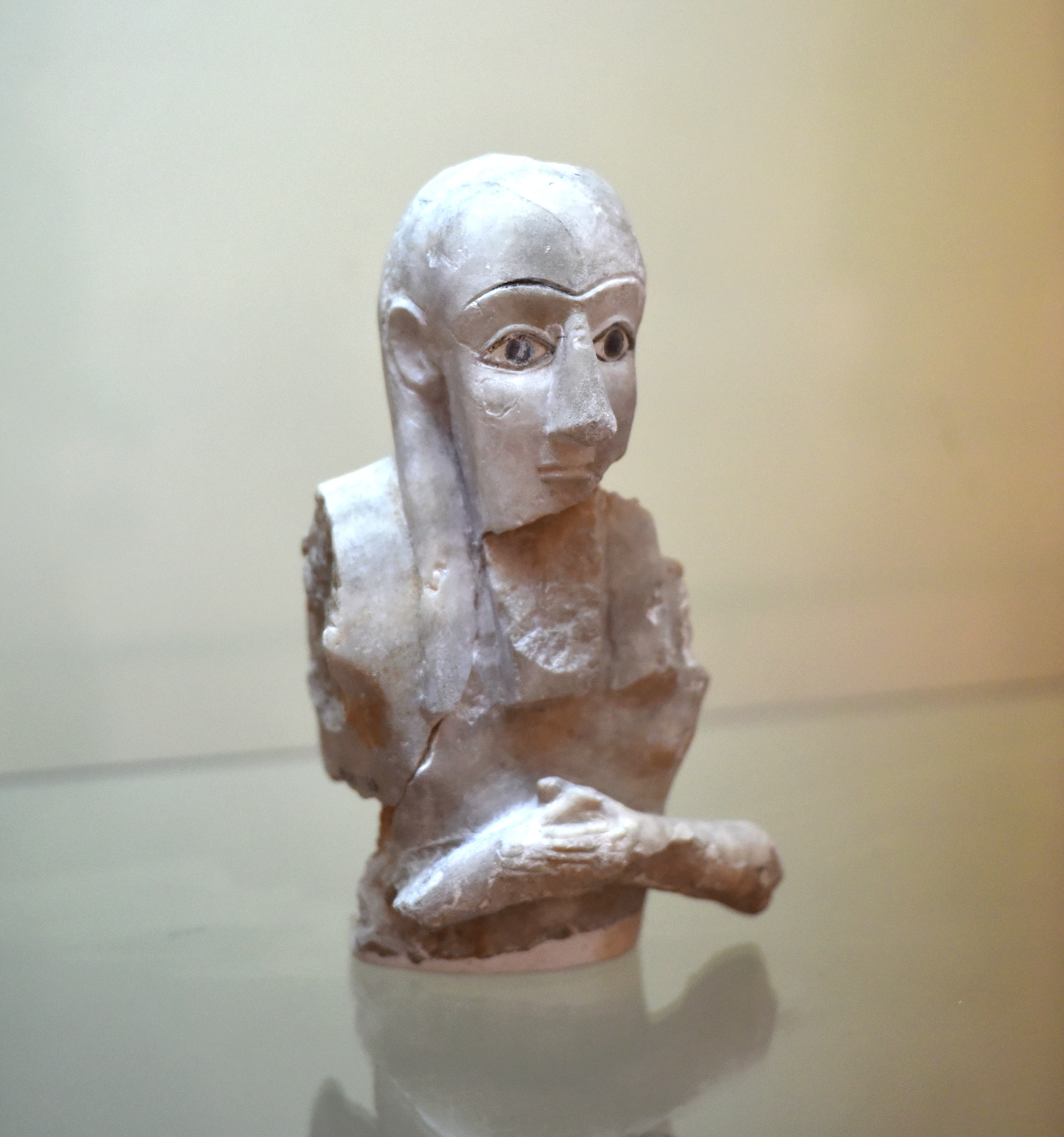
Fragmento de una estatua masculina sumeria del templo de Shara en Tell Agrab, Museo de Irak.
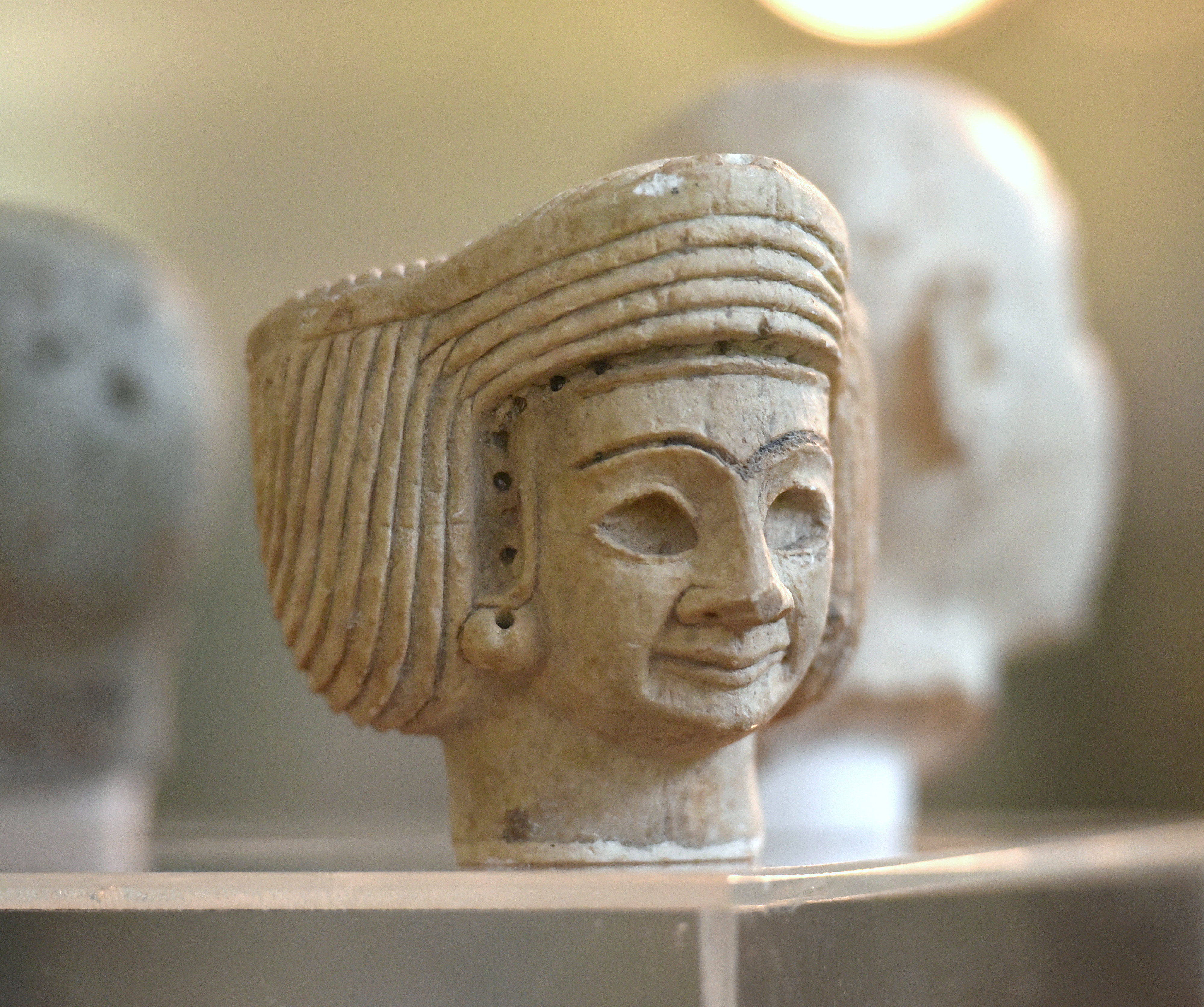
Cabeza de una mujer sumeria, fragmento de una estatua orante, del templo de Shara en Tell Agrab, Museo de Irak.